# اورگونوو
اورگونوو (انگلیسی: Urgunovo) یک شهرک در شهرستان اوچالینسکی استان باشقیرستان کشور روسیه است.